# Krînîcikî, Lebedîn
Krînîcikî (în ucraineană Кринички) este un sat în comuna Mîhailivka din raionul Lebedîn, regiunea Sumî, Ucraina.

## Demografie
Componența lingvistică a localității Krînîcikî
     Ucraineană (100%)
Conform recensământului din 2001, toată populația localității Krînîcikî era vorbitoare de ucraineană (100%).